# Graziella
Graziella är varumärket för en hopfällbar cykel som formgivits av Rinaldo Donzelli och tillverkas sedan 1964 av fabriken Teodoro Carnielli i Vittorio Veneto. Den blev mycket populär i Italien.  Marknadsföringen av Graziella, kablades ut som "Brigitte Bardots Rolls Royce", med syfte att cykeln skulle bli en statussymbol för unga framgångsrika människor. Den var uppbyggd utan överliggande ram, med centralplacerade gångjärn, små hjul, samt lätt avtagbart styre och sadel. Förutom vanliga minicyklar, tillverkades även tandem, tridem och quadrupel-minicyklar. Märket ingår i Bottechia-koncernen .